# رضا کدیور
رضا کدیور   از سیاستمداران ایرانی بود، که در دوره‌های هجدهم، 
 نوزدهم، 
 بیستم  بعنوان نماینده مشهد در مجلس شورای ملی حضور داشت.